# GM-CSF
Der Granulozyten-Makrophagen-Kolonie-stimulierende Faktor oder Granulozyten-Monozyten-Kolonien-stimulierende Faktor, kurz GM-CSF (von engl. granulocyte-macrophage colony-stimulating factor), ist ein Glykoprotein, das in Säugetieren als Zytokin wirkt.
Es wird im Körper von Zellen des Immunsystems und des Endothels ins Blut abgegeben. In Kultur kann er die Differenzierung von Vorläuferzellen des Knochenmarks in Granulozyten und Makrophagen bewirken.
In Tieren ist eine Differenzierung in Granulozyten und Makrophagen auch ohne GM-CSF möglich, wenn auch deutlich weniger entsprechende Zellen gebildet werden.
GM-CSF ist auch Teil der Immunantwort auf Antigene und Mitogene.
Offenbar handelt es sich bei GM-CSF als T-Zell-Zytokin um einen notwendigen Faktor für die Entstehung von autoimmunen Entzündungsreaktionen wie sie z. B. bei der multiplen Sklerose vorkommen. Es begünstigt dabei außerdem die Einwanderung von gewebeschädigenden Fresszellen in das zentrale Nervensystem.

## Therapeutische und experimentelle Verwendung
Rekombinant hergestellter humaner GM-CSF (rhGM-CSF) wird therapeutisch zur Immunstimulation verwendet.
Das biotechnologisch aus Escherichia-coli-Stämmen gewonnene Molgramostim wurde als Leucomax (a.H.) bei der parenteralen Behandlung von Neutropenien, etwa nach Radiotherapie, verwendet. Wegen des vergleichsweise günstigeren Nebenwirkungsprofils werden heute eher G-CSF-Zubereitungen eingesetzt. Als Molgradex wird Molgramostim für die inhalative Behandlung der Alveolarproteinose (autoimmune Pulmonary Alveolar Proteinosis, aPAP) entwickelt.
Die glykosilierte, mittels Saccharomyces-cerevisiae-Stämmen produzierte  GM-CSF-Variante Sargramostim ist in den USA als Leukine zugelassen zur Beschleunigung der hämatologischen Rekonstitution nach Knochenmarkstransplantation und zur Behandlung der durch zytostatische Therapie einer akuten myeloischen Leukämie (AML) ausgelösten Neutropenie. Ein ebenfalls gykosiliertes rhGM-CSF ist das Regramostim, das aus CHO-Zellen gewonnen und bislang experimentell genutzt wird.
Dendritische Zellen für die Immuntherapie werden üblicherweise aus Monozyten des Patienten durch Kultur in GM-CSF und IL-4 erhalten. In der Kombinations-Immunotherapie ist GM-CSF zusammen mit immunisierenden Agenzien einsetzbar.
Im Tierversuch konnte nachgewiesen werden, dass eine Neutralisation von GM-CSF den Ausbruch der experimentellen autoimmunen Enzephalomyelitis (dem Tiermodell der Multiplen Sklerose) verhindert und bei bereits erkrankten Tieren zur Heilung führen kann. Dieses Neutralisationsverfahren wird bei an multipler Sklerose und rheumatoider Arthritis erkrankten Personen getestet (Stand 2011).
Sowohl Molgramostim als auch Sargramostim sind Kandidaten für Studien, mit denen die  inhalative Anwendung zur Vorbeugung der Verschlechterung einer Lungenentzündung und Verhinderung des akuten Lungenversagen bei COVID-19-Patienten untersucht werden soll (Stand August 2020).